# Дімітрі Капанадзе
Дімітрі Капанадзе (груз. დიმიტრი კაპანაძე, (нар. 26 травня 1975) — грузинський футболіст, який грав на позиції півзахисника. Відомий за виступами в низці команд вищих дивізіонів кількох країн.

## Клубна кар'єра
Дімітрі Капанадзе розпочав виступи в професійному футболі в 1992 році в складі команди «Імеді» з Тбілісі. У 1993—1998 роках він грав у складі тбіліських команд «Тетрі Арциві» й АСК. У 1998—2000 роках Капанадзе грав у складі тбіліської команди найвищого грузинського дивізіону «Арсеналі». У сезоні 2000—2001 років футболіст грав у складі іншої команди найвищого грузинського дивізіону «Мілані». У 2001 році Капанадзе грав у складі команди найвищого узбецького дивізіону «Навбахор».
На початку 2003 року Дімітрі Капанадзе став гравцем команди першої української ліги «Прикарпаття» з Івано-Франківська, а в другій половині року грав у складі іншої команди української першої ліги «Полісся» з Житомира. У сезоні 2005—2006 років Капанадзе грав у складі команди найвищого дивізіону Азербайджану «Гьоязань», а в сезоні 2006—2007 років у складі іншої команди найвищого азербайджанського дивізіону «Габала», після чого у складі професійних команд не грав.